# 31 Combat Engineer Regiment
Le 31 Combat Engineer Regiment, abrégé en 31 CER, également appelé The Elgins, est un régiment de génie de combat de la Première réserve de l'Armée canadienne. Il fait partie du 31e Groupe-brigade du Canada au sein de la 4e Division du Canada. Son quartier général se situe à St Thomas en Ontario et il comprend deux escadrons : le 48 à Waterloo et le 7 à St Thomas.
The Elgins existaient déjà avant la Confédération canadienne. En effet, ils ont été créés en tant que 25e bataillon d'infanterie lors du passage de la Loi sur la Milice en 1866.

## Annexe